# Natarae
Natarae ist eine osttimoresische Aldeia im Suco Luculai (Verwaltungsamt Liquiçá, Gemeinde Liquiçá). 2015 lebten in der Aldeia 230 Menschen.

## Geographie
Natarae bildet den Süden des Sucos Luculai. Nördlich liegt die Aldeia Metagou. Im Süden und Westen grenzt Natarae an den Suco Darulete und im Osten an den Suco Metagou im Verwaltungsamt Bazartete.
Der Ort Natarae befindet sich nah der Südgrenze der Aldeia. Weitere Häuser verteilen sich entlang der Straße, die von hier nach Norden führt.

## Politik
2023 wurde Orlando da Silva zum Chefe de Aldeia gewählt.